# Ивацевичи
Иваце́вичи (бел. Івацэ́вічы) — город в Брестской области Беларуси. Административный центр Ивацевичского района.
Численность населения — 22 264 человек (на 1 января 2025 года).

## Геральдика
Герб города Ивацевичи представляет собой щит, скошенный слева на зелень и золото. В зелени герб «Гоздава» — серебряная двойная лилия с золотым кольцом.
Герб и флаг учреждены Указом Президента Республики Беларусь от 2 декабря 2008 года № 659 и зарегистрированы в Государственном геральдическом регистре Республики Беларусь 23 января 2009 года № Б-137 и № Б-138.
В 2003 году рабочая комиссия по геральдике, созданная при координационном совете по охране материального и духовного наследия, одобрила описанный вариант герба, который был рассмотрен и принят на 3-й сессии Ивацевичского районного Совета депутатов 23 сентября 2003 года.

## География

### Климат
Умеренный. Средняя температура января −5,5°C, июля +18,2°C).

## История
Имение Ивацевичи известно с 1508 года, c 1795 года и до распада Российской империи находилась в её составе. Название населенного пункта связано с коллективным прозвищем ивацевичи в значении «те, кто имел отношение к человеку по имени Ивак (разговорная форма личного имени Иван)». В 1871 году в связи с прокладкой железной дороги из Кировск через Брест (Московско-Брестская железная дорога) и строительством станции рядом с имением Ивацевичи возникло поселение. Административно входило в состав Коссовской волости Слонимского уезда Гродненской губернии.
С 1921 по 1939 год Ивацевичи — местечко в Коссовском повете Польского Полесского воеводства. В 1935 году здесь проживало около 1,5 тыс. жителей.
В 1935 году в Ивацевичах проживало 1860 жителей. Была почта, телеграф, аптека, амбулатория, заправка для автомобилей, несколько гостиниц, часовня графов Юндилов, владельцев больших лесных угодий в Косовском и Слонимском поветах. Паровой двигатель обеспечивал электричеством не только лесопильный завод, но и местечко, работала начальная школа.
С 1939 года — в составе БССР. С 24 июня 1941 года до 12 июля 1944 года Ивацевичи были оккупированы немецко-фашистскими захватчиками.
Во время войны погибло более 1000 мирных граждан. Значительное количество жертв — жители еврейской национальности, расстрелянных в 1942-1943 годах в урочище Жвировня. 25 жителей местечки не вернулись с фронта.
Освобождали Ивацевичи части 20-го стрелкового корпуса 28-й армии 1-го Белорусского фронта с участием партизан 8-й партизанской бригады Брестского соединения. В боях за город погибли 162 советские воины и партизаны (похоронены в братских могилах на городском кладбище и в сквере Победы по ул. Советской).
В 1947 году рабочий посёлок Ивацевичи переименован в городской посёлок, а 28 мая 1966 года стал городом.
В 1992 году в г. Ивацевичи был заложен храм в честь Державной иконы Божией матери. Торжественно освящён в 2006 году.
20 октября 1995 года административные единицы Ивацевичский район и город Ивацевичи, имеющие общий административный центр, объединены в одну административную единицу — Ивацевичский район.

## Население
Численность населения — 22 264 человек (на 1 января 2025 года). Численность населения — 22 487 человек (на 1 января 2023 года).
На 1 января 2022 года население города составило 22 471 человек.
| Численность населения:                                                                          |
| Графики недоступны из-за технических проблем. См. информацию на Фабрикаторе и на mediawiki.org. |

В 2017 году в Ивацевичах родился 261 и умерло 174 человека. Коэффициент рождаемости — 11,1 на 1000 человек (средний показатель по району — 10,4, по Брестской области — 11,8, по Республике Беларусь — 10,8), коэффициент смертности — 7,4 на 1000 человек (средний показатель по району — 15,2, по Брестской области — 12,8, по Республике Беларусь — 12,6). Уровень смертности в Ивацевичах самый низкий среди всех районных центров Брестской области и один из самых низких в стране.

## Инфраструктура
Ивацевичи основаны на двух отраслях обрабатывающей промышленности, таких как машиностроение и металлообработка и лесная и деревообрабатывающая промышленность.
Также здесь расположен район распространения садов (яблочных, грушевых), а также сахарной свёклы. Также здесь развито мясо-молочное и молочно-мясное животноводство (крупный рогатый скот, свиньи).
В городе расположено лечебно - трудовой профилакторий №8 (мужской).

## Культура
- Дом культуры
- Ивацевичский историко-краеведческий музей
- Музей юного героя-партизана Н. Гойшика.

## События и мероприятия
- 31 августа 2024 года — XXXI День белорусской письменности[20]
- 6-15 сентября 2023 года — Марафон «17 граней единства», приуроченный ко Дню народного единства[21]

## Достопримечательность
- Дворец Юндилов (конец XVIII века) —  Историко-культурная ценность Республики Беларусь, шифр 113Г000734
- Костёл Святых Петра и Павла
- Церковь в честь образа Божьей Матери «Державная»(1990-е)
- Братская могила (1941—1944), ул. Советская, в сквере —  Историко-культурная ценность Республики Беларусь, шифр 113Д000283
- Братская могила (1941—1944), ул. 60 лет Октября, на кладбище —  Историко-культурная ценность Республики Беларусь, шифр 113Д000284
- Аллея адмиралов земли белорусской (2022)

### Памятник, скульптура
- Памятник В. И. Ленину.
- Мемориальная доска в честь Романа Скирмунта (2009). Установлена в греко-католическом приходе иконы Божией Матери Жировичской.
- Памятник-маяк, посвящённый уроженцам Беларуси, служившим в военно-морском флоте (открыт 22 июля 2017 года).
- Скульптурная композиция памяти сожжённых деревень (2024)[22].

### Жанровая скульптура, арт-объекты
- "Парящие книги". Около здания центральной районной библиотека имени П. Пестрака. Композиция представляет собой 10 развернутых, как будто летающих книг с высказываниями и именами известных белорусских литературных деятелей.
- "Дети лесной школы". Около Дома культуры. Представляет собой мальчика и девочку из партизанского отряда, которые под развесистым дубом читают книгу на родном языке.

### Утраченное наследие
- Костёл Святых Петра и Павла — уничтожен при освобождении города от немецко-фашистских захватчиков, восстановлен в XXI веке.

## Галерея

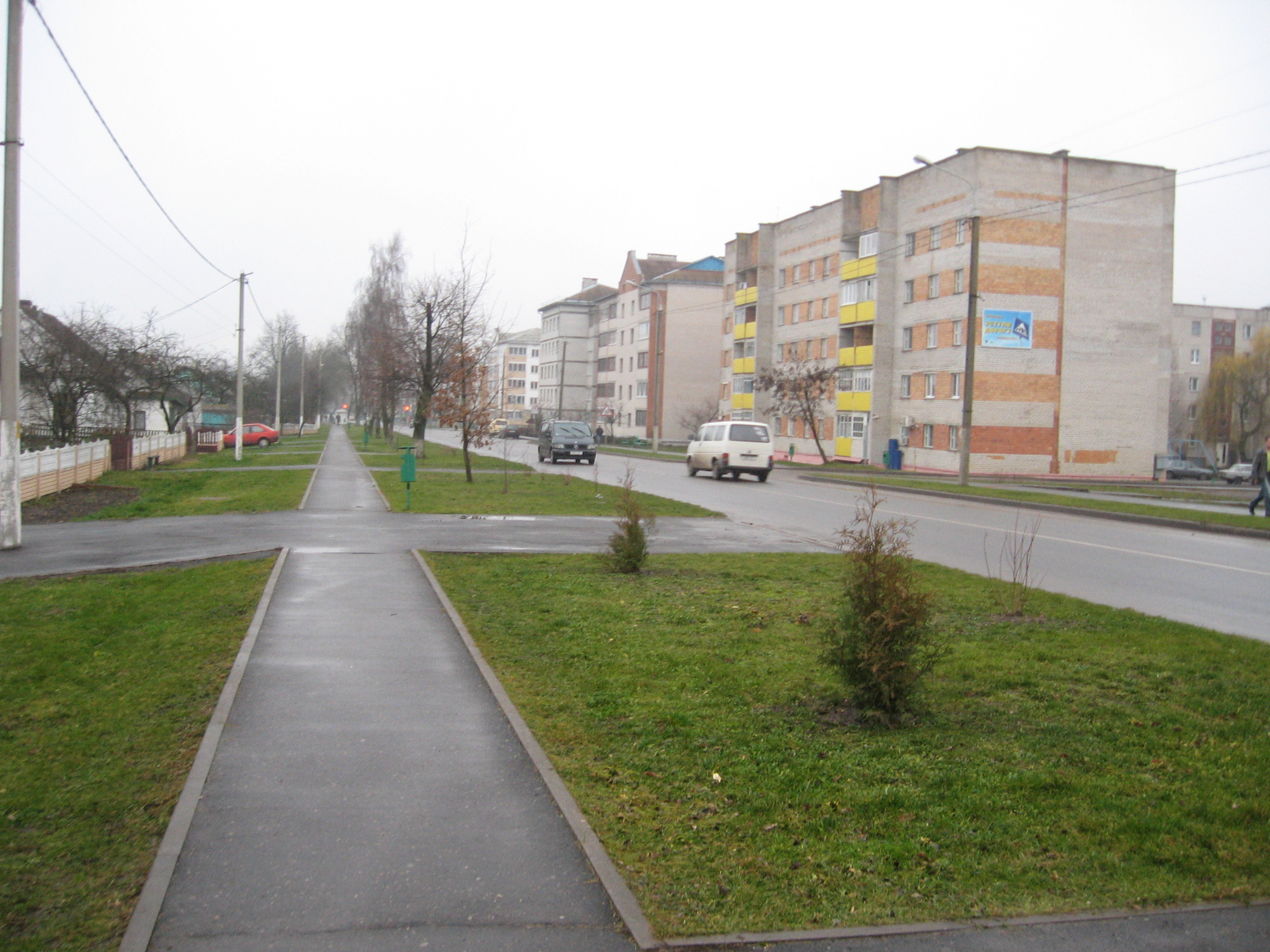
Улица Черткова
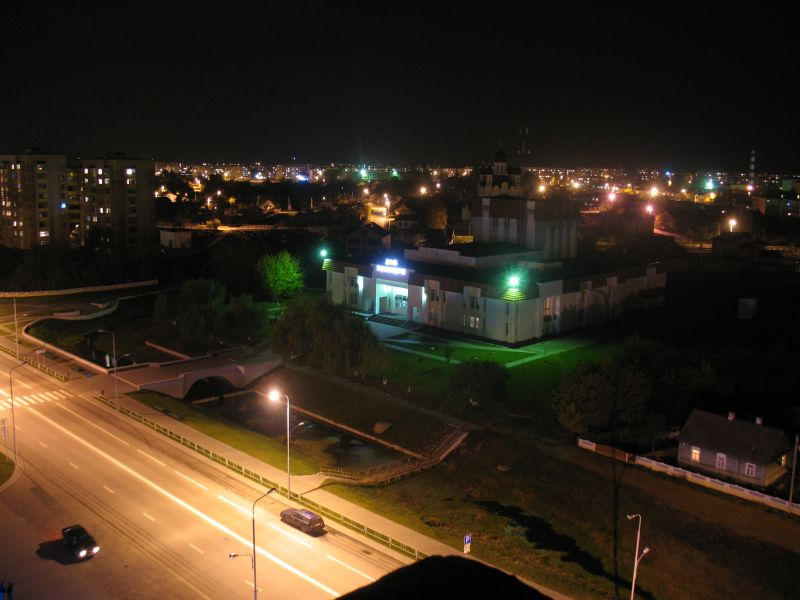
Вид на город ночью
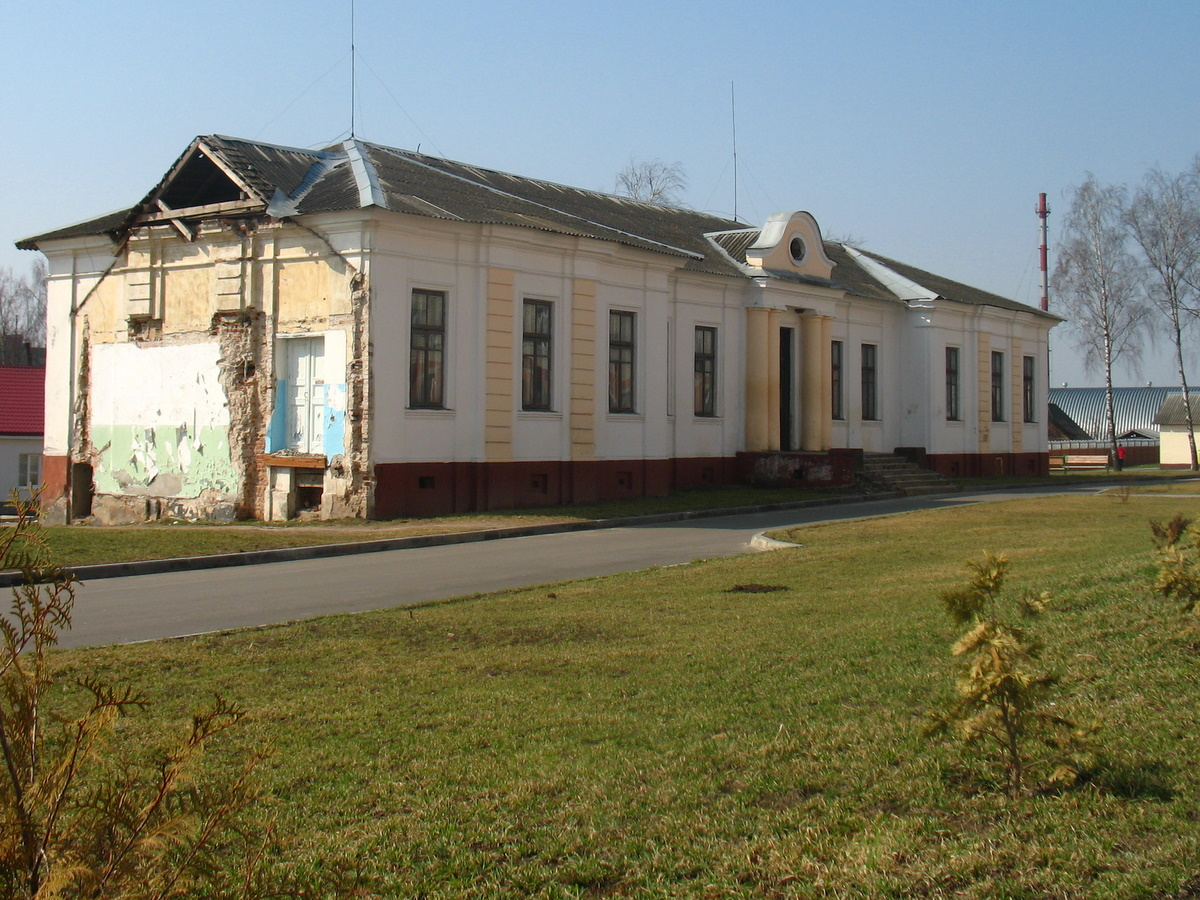
Усадебный двор Юндилов в Ивацевичах. Дворец Юндилов.
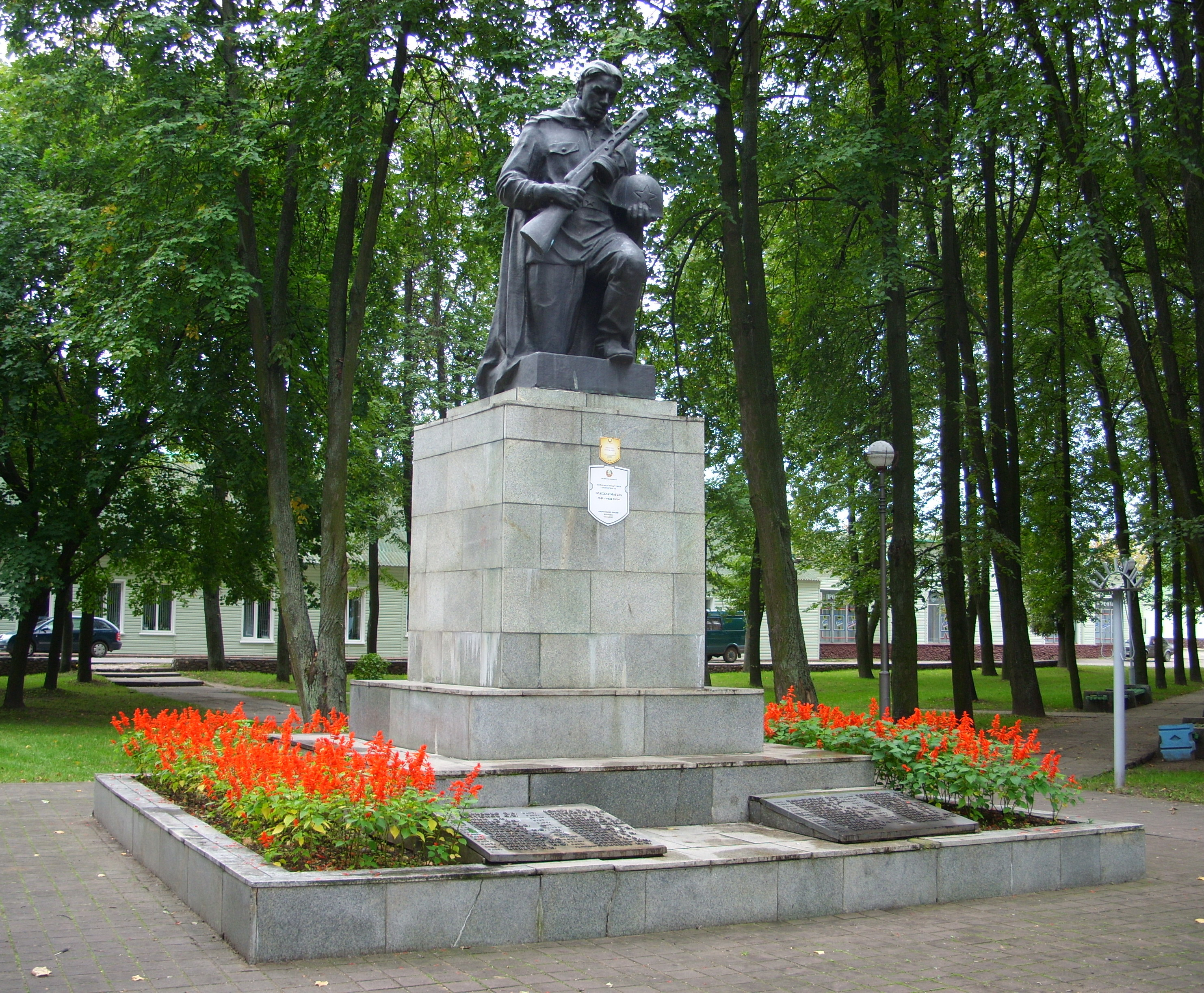
Братская могила советских воинов и партизан

## В филателии и нумизматике
- Художественный конверт к XXXI Дню белорусской письменности (31.08.2024)[23].